# Hermann L’Estocq
Hermann L’Estocq (* 20. Juni 1887 in Wien; † 16. Juni 1940 im KZ Buchenwald) war ein österreichischer Verwaltungsjurist, Bezirkshauptmann des Kärntner Bezirkes Völkermarkt und Heimatforscher.

## Leben
Entstammend aus einer traditionsreichen Beamtenfamilie verbrachte er seine Kindheit und Jugend in Wien und Niederösterreich. Er studierte von 1906 bis 1910 an der Rechtswissenschaftlichen Fakultät der Universität Wien und trat danach in den österreichischen Staatsdienst ein. L’Estocq praktizierte ab 1914 in der Bezirkshauptmannschaft Klagenfurt und trat im selben Jahr in den Kärntner Landesdienst ein. Mit 1. April 1916 nahm er seinen Dienst in der Bezirkshauptmannschaft Völkermarkt auf, deren provisorischer Leiter er ab 30. November 1918 wurde. Es waren Monate des Umbruchs und schwerer Bedrängnis, zieht man in Erwägung, dass zur selben Zeit die ersten militärischen Initiativen zur Angliederung eines Teiles von Kärnten an den neu gebildeten Staat Jugoslawien stattfanden. Nach Abschluss der Kampfhandlungen zählte es zur Hauptaufgabe Hermann L’Estocqs, die Vorbereitungen zur Durchführung der Volksabstimmung in Kärnten im Bezirk Völkermarkt zu treffen; eine schwierige Aufgabe, zählte diese Region immerhin zum Kerngebiet in der Abstimmungszone A. Das Ergebnis ist bekannt: Am 10. Oktober 1920 entschieden sich ca. 60 % der Zone-A-Wahlberechtigten für den Verbleib bei Österreich.

### Tätigkeitsfelder
L’Estocq wurde im Jahre 1921 vom Landeshauptmann von Kärnten für seine Verdienste das Besondere Kärntner Kreuz verliehen, und er betreute bereits ab 1919 das Amerikanische Kinderhilfswerk in Kärnten. Mit der definitiven Leitung der „seiner“ Bezirkshauptmannschaft wurde er am 10. Juni 1922 betraut.
Während der 1920er Jahre begann Hermann L’Estocq neben seinen beruflichen Aufgaben eine umfangreiche Tätigkeit als Historiker, Heimat- und Familienforscher zu entfalten. Er erfasste sowohl die Geschichte des Bezirkes in vielen Details als auch eine rege Bewusstseinsarbeit für erhaltenswerte Besonderheiten. Etliche Abhandlungen erschienen in der Carinthia I. Darüber hinaus beauftragte er Franz Baumann, eine größere Anzahl historisch bedeutsamer Ansichten Völkermarkts und seiner Umgebung anzufertigen.

### Wirken als Bezirkshauptmann
Der Bezirkshauptmann, überzeugter Staatsdiener und gläubiger Protestant, versuchte in den politischen Turbulenzen der 30er Jahre die öffentliche Ruhe und Ordnung unter allen Umständen aufrechtzuerhalten. Sein Bemühen zielte stets auf die Stärkung der Staatsgewalt ab, die er vor Ort mit seiner Person repräsentierte. In diesem Bemühen geriet er zunächst in Konfrontation zur Sozialdemokratie, deren Republikanischer Schutzbund in Völkermarkt am 31. März 1933 behördlich aufgelöst wurde; danach aber noch heftiger zu den Nationalsozialisten, die nach Auflösung ihrer Partei (12. Februar 1934) eine umtriebige illegale Untergrundarbeit entwickelten. Sie wurden von der Exekutive unerbittlich verfolgt und von den Gerichten bzw. den Verwaltungsorganen oftmals hart bestraft. L’Estocq war im Bezirk jener Beamte, der die Verfolgung „Illegaler“ zu vollziehen hatte.
Der Ständestaat zeigte sich ihm gegenüber dankbar. Er erhielt am 29. März 1934 die definitive Leitung der Bezirkshauptmannschaft, und der Bundespräsident ernannte ihn zum Oberregierungsrat im Bereich der politischen Verwaltung Kärntens. Weiters wurde er „Konservator für kunsthistorische und technische Agenden“. Anlässlich des Juliputsches der Nationalsozialisten im Jahre 1934 beteiligten sich zwar ca. 700 Männer am Kampf in verschiedenen Teilen des Bezirkes – die Stadt Völkermarkt verzeichnete jedoch keine Auseinandersetzungen. Man schrieb dies in späteren Analysen dem energischen Handeln L’Estocqs zu.

### Verfolgung im Nationalsozialismus
Nach der Machtübernahme der Nationalsozialisten am 13. März 1938 ereilte den angesehenen, aber auch angefeindeten Bezirkshauptmann die Rache des autoritären Gegners. Noch am selben Tag, gegen 20 Uhr, wurde er in seiner Dienstwohnung von SA-Leuten festgenommen und mit einem Pkw abtransportiert. Er musste ärztlich versorgt werden. Auch in der Folge wurde er brutal misshandelt. Binnen zwei Wochen erfolgte seine Überstellung vom Polizeigefangenenhaus in Klagenfurt in das KZ Dachau; danach in das KZ Buchenwald. Hermann L’Estocq starb dort nach vielen Qualen am 16. Juni 1940 an der Ruhr.